# Edwin Sunkel
Edwin Sunkel (n. 6 iunie 1854, Fulda, Hessa, Germania – d. 2 ianuarie 1931) a fost unul dintre generalii Armatei Imperiale Germane din Primul Război Mondial. 
A îndeplinit funcția de comandant al Diviziei 187 Infanterie în campania acesteia din România, având gradul de general-maior.:pp. 183-184